# روبرت جيمس واتسون
روبرت جيمس واتسون هو سياسي كندي، ولد في 23 فبراير 1846 في سانت جون في كندا، وتوفي في 16 أكتوبر 1931. حزبياً، نشط في الحزب الليبرالي الكندي. وقد انتخب عضو مجلس العموم الكندي.